# Carzano
Carzano é uma comuna italiana da região do Trentino-Alto Ádige, província de Trento, com cerca de 499 habitantes. Estende-se por uma área de 1 km², tendo uma densidade populacional de 499 hab/km². Faz divisa com Telve, Scurelle e Castelnuovo.